# Дмитрий Михайлович Боброк-Волински
Дмитрий Михайлович Боброк-Волински (на руски: Дмитрий Михайлович Боброк Волынский; роден преди 1356, починал около 1389) е княз, един от най-близките боляри на великия княз Дмитрий Иванович Донски, който е женен за сестра му Анна. Син на литовския княз Кариат Михал Гедиминович. Той напуска Волиния за Москва (вероятно между 1366 и 1368 г.). Участва в походи към Рязан (1371), срещу волжките българи (1376) и Великото литовско княжество (1379). В битката при Куликов през 1380 г. заедно с княз Владимир Андреевич Храбри той командва отряд от засада, който благодарение на издръжливостта и военните си умения Боброк-Волински променя[поясни] хода на битката в полза на руската армия с навременен удар.
Дмитрий Михайлович се смята за родоначалник на благородническите фамилии Волин и Ворони, по-късно Ворони-Волин. Редица историци го идентифицират с Дмитрий Кориатович, литовски княз.